# Nokia 6700 slide

Nokia 6700 slide este un telefon culisant produs de Nokia care rulează sistemul de operare Symbian. A fost anunțat pe 24 noiembrie 2009 și a fost lansat în aprilie 2010.
Are un procesor ARM 11 tactat la 600 MHz si 128 MB de memorie RAM.
Pe partea dreaptă este tasta de declanșare al aparatului de fotografiat.Pe partea de sus se află mufa audio de 2.5 mm, portul de încărcare și portul micro-USB care este ascuns sub un capac.
Ecranul are diagonala de 2.2 țoli cu rezoluția de 240 x 320 pixeli care suportă până la 16 milioane de culori. Senzorul de lumină ambientală este deasupra ecranului alături de camera frontală VGA.
Camera foto are 5 megapixeli cu lentile Carl Zeiss și două blițuri LED. înregistrarea video se face la rezoluția VGA de 640 x 480 pixeli cu 15 fps.
Slotul microSD suportă carduri până la 16 GB și are un card de 2 GB inclus.
Acceptă formatele audio MP3/WMA/WAV/RA/AAC/M4A și formatele video WMV/RV/MP4/3GP.
Pentru transferuri rapide prin rețeaua celulară are 10.2 Mbps HSDPA și HSUPA 2 Mbps. Are un port micro-USB 2.0 și Bluetooth 2.0 cu A2DP.
Browserul suportă WAP 2.0/xHTML, HTML și Adobe Flash Lite. Are link-uri către Facebook, Twitter, MySpace si YouTube, alături de serviciile Ovi proprii și abilitatea de a partaja instantaneu fotografii online.
Bateria are 860 miliamperi care oferă până la 4 ore de convorbire în rețeaua 2G și până la 3 ore de convorbire în rețeaua 3G. Durata de redare a muzicii este până la 29 de ore.